# Gaston Lachaise

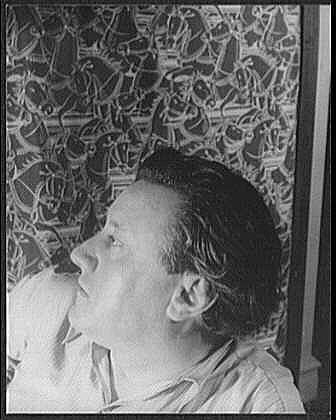
Gaston Lachaise, gefotografeerd door Carl Van Vechten, 1934

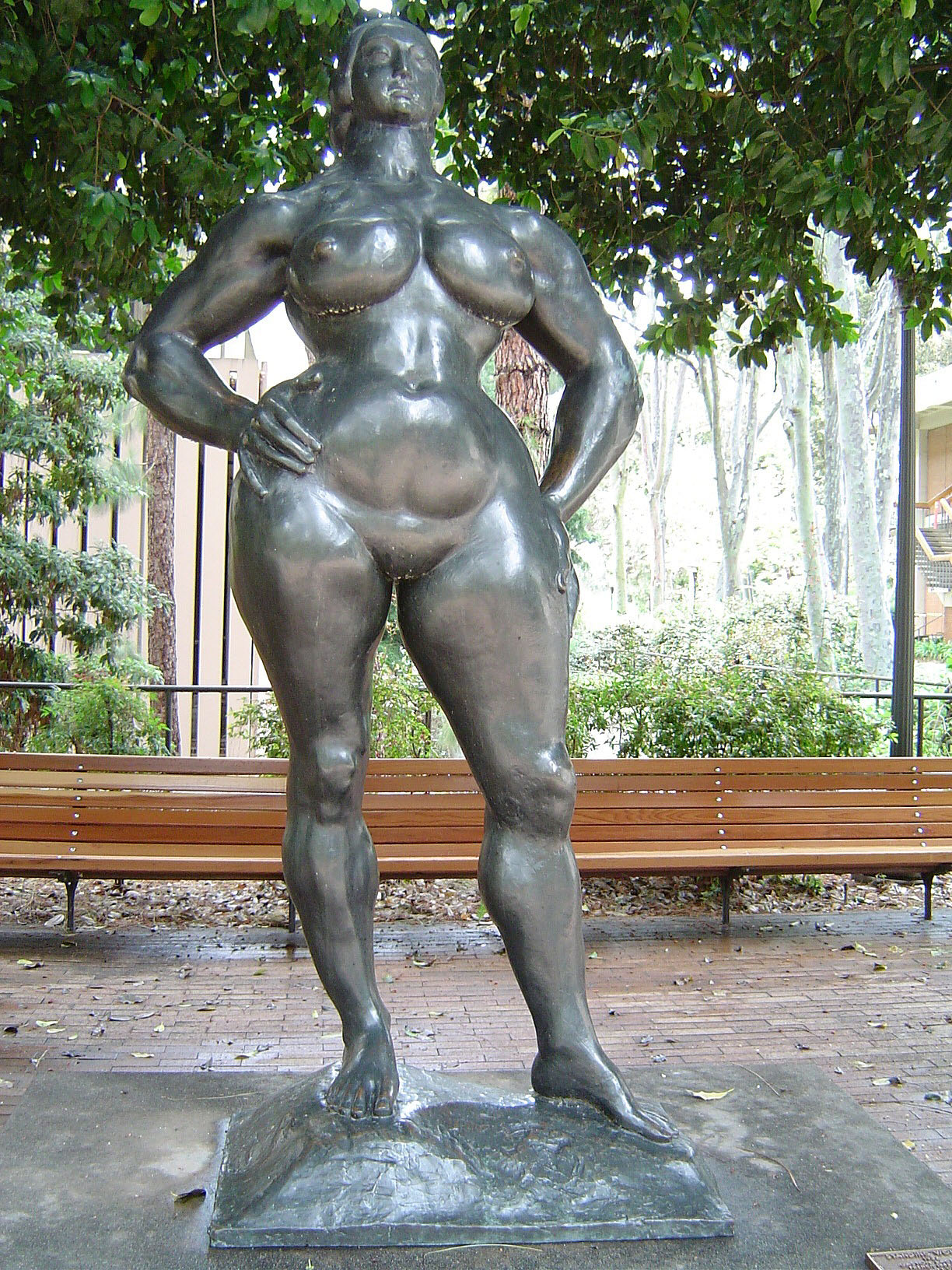
Een latere versie van Standing Woman (Staande vrouw), UCLA, 1932

Gaston Lachaise (Parijs, 19 maart 1882 – New York, 18 oktober 1935) was een Frans-Amerikaans beeldhouwer. Hij stond vooral bekend om zijn voluptueuze afbeeldingen van het vrouwelijk naakt, zoals Standing Woman.

## Biografie
Lachaise was de zoon van een schrijnwerker. Op dertienjarige leeftijd begon hij een opleiding aan een ambachtsschool, waar hij een scholing kreeg in de decoratieve kunst. Van 1889 tot 1904 volgde hij de opleiding tot beeldhouwer aan de École des Beaux-Arts in Parijs.
In het begin van de twintigste eeuw woonde en werkte Lachaise in Parijs, toen hij daar Isabel Dutaud Nagel ontmoette, een getrouwde Amerikaanse vrouw van tien jaar ouder die zijn muze en de inspiratie van zijn leven zou worden. Bij haar vertrek naar Amerika in 1905 volgde de jonge beeldhouwer haar; om de overtocht te betalen werkte hij in het atelier van de Franse juwelier René Lalique, waar hij art-nouveau-decoraties ontwierp.
In de eerste vijftien jaar in Amerika werkte Lachaise aan een eigen stijl, maar was opmerkelijk genoeg ook fulltime werkzaam als assistent van twee bekende beeldhouwers: Henry Hudson Kitson in Boston van 1906 tot 1912, en Paul Manship in New York van 1913 tot 1921. Het werk van deze twee beeldhouwers is te zien in het Rockefeller Center. Ondanks dit werk vond Lachaise ook tijd voor zijn eigen beeldhouwwerken en maakte enkele van zijn meest originele beelden.
In 1916 verkreeg Lachaise de Amerikaanse nationaliteit en in 1917 trouwde hij met zijn grote liefde Isabel.

## Zijn werk
Lachaise werkte in zowel steen, metaal als hout, maar zijn meest bekende werken zijn allemaal in brons. Het beroemdste werk van Lachaise, "Staande vrouw" uit 1932, is een goed voorbeeld van het beeld dat Lachaise voor ogen stond en waarnaar hij telkens terugkeerde: een voluptueus vrouwelijk naakt met slank toelopende ledematen. Hij heeft dit thema vele keren en in verschillende formaten uitgebeeld in steen en brons.
Lachaise stond ook bekend als een briljant portrettist. Hij heeft diverse bustes van beroemde kunstenaars en schrijvers gemaakt, bijvoorbeeld John Marin, Marianne Moore en E.E. Cummings. In 1935 hield het Museum of Modern Art in New York een expositie met een retrospectief van het werk van Lachaise; de eerste keer dat dit voor een nog levende Amerikaanse beeldhouwer gebeurde.

## Standing Woman (Elevation)
Lachaise begon zijn werk aan het monumentale Standing Woman (Staande vrouw) van 1,85 meter hoog kort na aankomst in New York in 1912. In de volgende jaren veranderde en bewerkte hij het sculptuur voortdurend, tot hij het in februari 1918 in beschilderd gips aan het publiek toonde in de galerie van Stephan Bourgeois in New York. Bij deze gelegenheid gaf Bourgeois het beeld de poëtische titel 'Elevation', een naam waaraan zowel Lachaise als Isabel een hekel hadden. Omdat Lachaise voortdurend in geldnood was, werd het beeld pas in 1927 in brons afgegoten, vooruitlopend op een expositie in de Brummer Gallery in New York in februari 1928. Er bestaan meerdere afgietsels van dit werk, waarvan enkele postuum zijn vervaardigd. Een exemplaar bevindt zich in de collectie van het Metropolitan Museum of Art in New York.
Het beeld is zonder enige twijfel gebaseerd op de lichaamsvormen van Isabel, die ook de inspiratie was voor een serie kleine bronzen en gipsen beeldjes enkele jaren voordien. Het beeld heeft haar ronde torso, hoge smalle taille, brede platte rug en billen, en de volle brede borsten. Sterk in tegenstelling tot deze massieve horizontale vormen zijn de elegante houding van de handen, de slank uitlopende benen en de smalle voeten, waar zij op haar tenen op balanceert.
'Standing Woman' gaat, hoewel Lachaise dit beeld baseerde op zijn geliefde, uit boven het persoonlijk portretteren, teneinde het archetype van de ideale vrouw te verbeelden.

## Werken in museumcollecties

### Fine Arts Museums of San Francisco
- Mrs. Lachaise, 19th - 20th century
- Vrouwelijk Naakt, circa 1920 - 1940
- Vrouwelijk Naakt, van achteren gezien, circa 1920 - 1940

### Cleveland Museum of Art
- Zeemeeuw, 1927, albast

### TheMuseum of Modern Art
- Standing Woman, 1932, brons

### TheMetropolitan Museum of Art
- Standing Woman, 1927, brons

### Minneapolis Institute of Arts
- Kop van John Marin, 1928, brons

### Franklin D. Murphy Sculpture Garden-UCLA
- Standing Woman, 1932, brons

## Fotogalerij

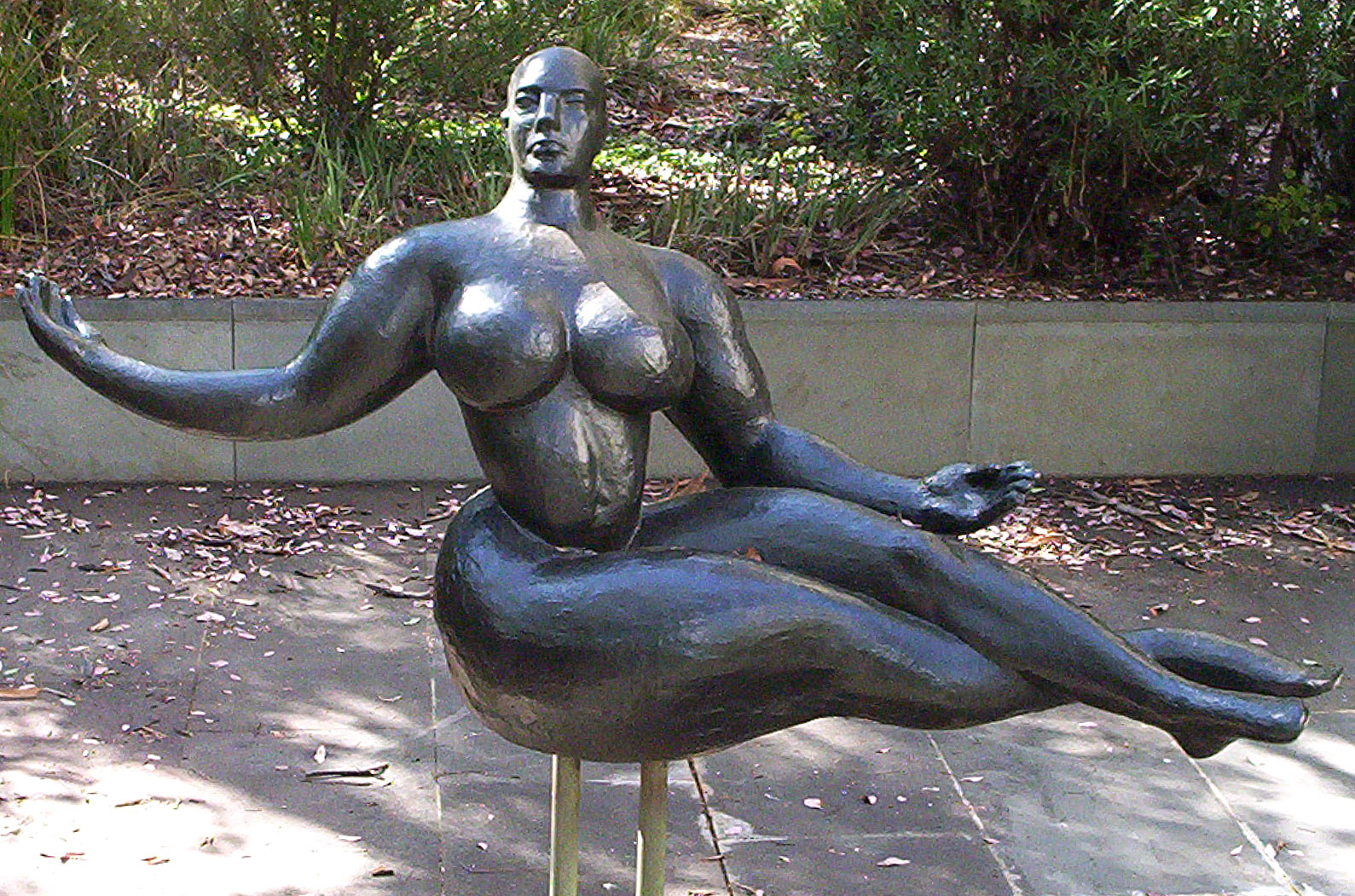
Floating Figure (drijvend figuur) door Gaston Lachaise (1927), (brons, no. 5/7) National Gallery of Australia
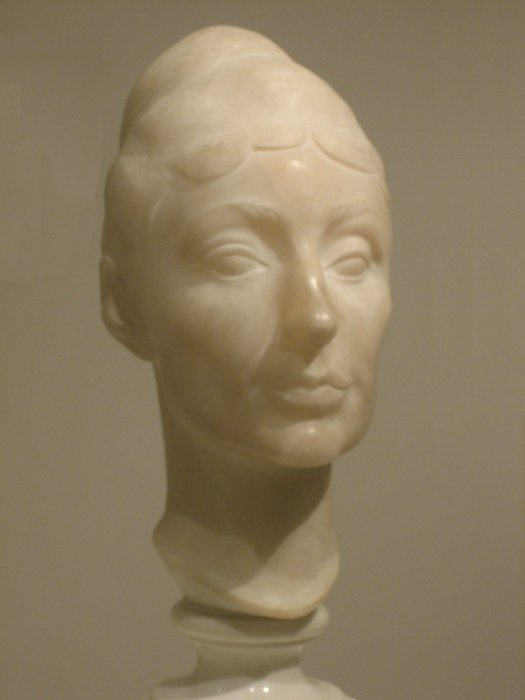
'Georgia O'Keeffe', marmeren portret door Gaston Lachaise, 1927, Metropolitan Museum of Art
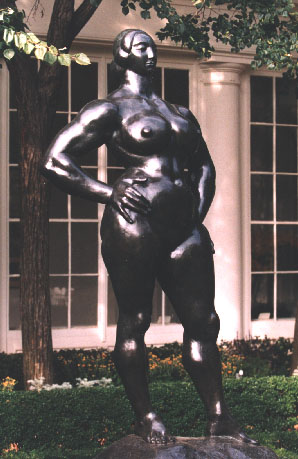
Standing Woman uit het Milwaukee Art Museum, in de tuin van het Witte Huis
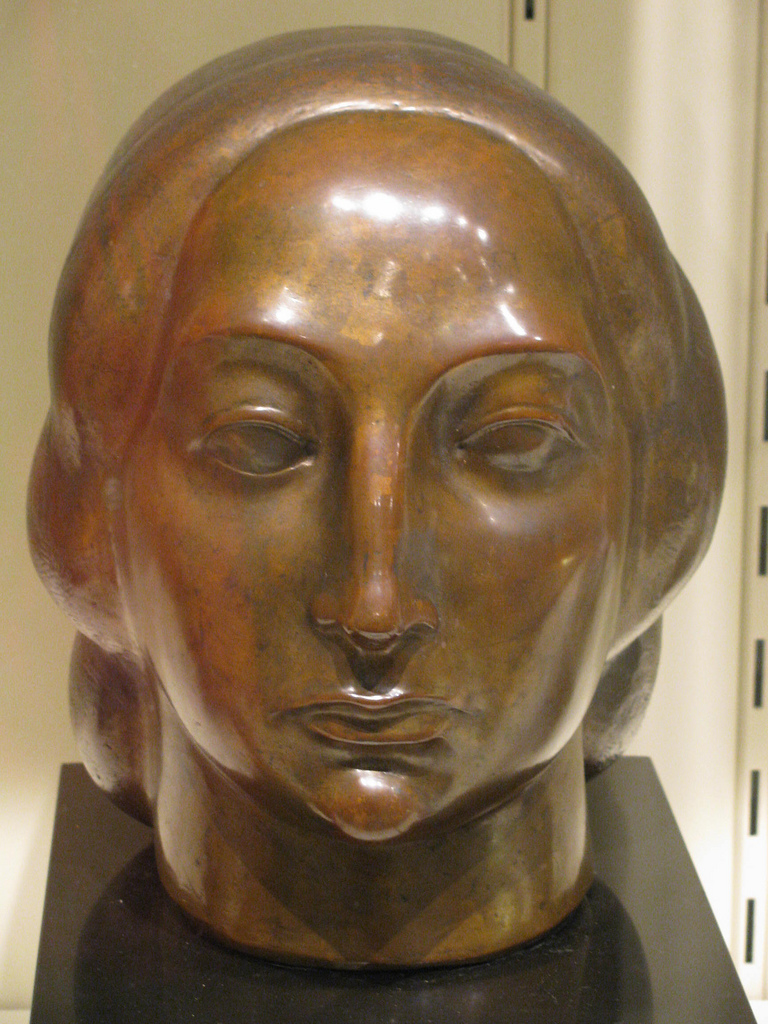
Head of a Woman. Brons, Smithsonian American Art Museum, 1935